# Estación de Place Monge
Place Monge, de su nombre completo Place Monge - Jardin des Plantes – Arènes de Lutèce, es una estación de la línea 7 del metro de París situada en el V distrito de la ciudad.

## Historia
La estación se inauguró 15 de febrero de 1930, como parte de la línea 10. Un año después se integró en la línea 7.
Debe su nombre principal a la Plaza Monge bajo la cual se encuentra. Su nombre se completa con una mención al cercano Jardín de las Plantas y a las Arenas de Lutecia.

## Descripción
Se compone de dos andenes laterales de 75 metros de longitud y de dos vías.
Está diseñada en bóveda elíptica revestida completamente de los clásicos azulejos blancos biselados del metro parisino, con la única excepción del zócalo que es de color marrón. Los paneles publicitarios emplean un marco dorado con adornos en la parte superior. 
La iluminación es de estilo Motte y se realiza con lámparas resguardadas en estructuras rectangulares de color naranja que sobrevuelan la totalidad de los andenes no muy lejos de las vías.
La señalización por su parte usa la tipografía CMP donde el nombre de la estación aparece sobre un fondo de azulejos azules en letras blancas. Por último, los asientos, también de tipo Motte, combinan una larga y estrecha hilera de cemento revestida de azulejos de color naranja que sirve de banco improvisado con algunos asientos individualizados del mismo color que se sitúan sobre dicha estructura.

## Accesos
- Acceso 1: Plaza Monge.
- Acceso 2: Calle de Navarre.